# Aristomenes (Dramatiker)
Aristomenes (altgriechisch Ἀριστομένης Aristomenēs) war ein antiker Dichter der Alten Komödie, der im 5. und 4. Jahrhundert v. Chr. wirkte. An den Dionysien nahm er erstmals 439 v. Chr. teil, siegte dort erst 394 v. Chr. An den Lenäen siegte er zweimal, von denen der erste Sieg vor der Zeit des Kratinos lag. Zudem trat er an den Lenäen sowohl 424 als auch 388 v. Chr. gegen Aristophanes an. Von seiner Komödie Admetos (Ἄδμητος Admētos) ist nur der Titel überliefert. 13 kurze Fragmente sind aus folgenden Stücken erhalten: Die Helfer (Βοηθοί Boēthoi), Die Besprecher (Γόητες Goētes), Dionysos im Training (Διόνυσος ἀσκητής Dionysos askētēs) und Die Schwertscheiden-/Kastenträger oder Die Holzträger (Κολεοφόροι Koleophoroi oder Ὑλοφόροι Hylophoroi). Drei weitere Fragmente lassen sich keinem Werk zuordnen.